# Quinta Avenida (Tranvía de San Diego)
La 5ª Avenida es una estación del Trolley de San Diego localizada en el centro de San Diego, California funciona con la línea Azul y la Línea Naranja. La estación norte de la que procede a esta estación es el Centro Cívico (o Civic Center) y la estación siguiente sur es City College.

## Zona
La estación se encuentra localizada entre la 5ª Avenida y la Calle C cerca de la torre Wells Fargo y del U. S. Grant Hotel.

## Conexiones
Las líneas de buses que sirven a esta estación son los autobuses de las Rutas 3 y 120.